# Kly
Kly (deutsch Kell, älter auch Kelle) ist eine Gemeinde in Tschechien. Sie liegt fünf Kilometer nördlich von Neratovice und gehört zum Okres Mělník.

## Geographie
Kly befindet sich rechtsseitig der Elbe oberhalb der Moldaumündung am Kanal Tuhaňská strouha.
Nachbarorte sind Turbovice und Skuhrov im Norden, Vinice, Krauzovna, Vavřineč und  Malý Újezd im Nordosten, Záboří im Osten, Tuhaňské Větrušice, Červená Píska und Tuhaň im Südosten, Kelské Větrušice im Süden, Obříství und Dušníky im Südwesten, Zálezlice im Westen sowie Úpor und Vrbno im Nordwesten.

## Geschichte
Die erste urkundliche Erwähnung von Kly erfolgte im Jahre 1344.
1618 wurde Kly Teil der Gutsherrschaft Obříství. 1620 wurde Obříství mit allem Zubehör als Besitz von Václav Pětiprstý konfisziert und an Polyxena von Lobkowicz verkauft. Während des Dreißigjährigen Krieges fiel Kly wüst, die berní rula weist für den Ort lediglich einen Bauern aus. 1786 bestand Kly aus 54 Häusern und hatte 292 Einwohner.
Kly lag gegenüber der Insel Aupor, die von zwei Armen der Moldau und der Elbe umschlossen war. Das Elbhochwasser 1845, bei dem der Pegel auf 7,26 Meter über der Normalhöhe anstieg, überflutete das Dorf. Dabei wurden der Ort verwüstet und die Ernte vernichtet. Im Jahr darauf folgte dem Wasser das Feuer. Bei Großbrand von 1846 brannte etwa ein Drittel der Gehöfte von Kell nieder. Durch seine Lage am Fluss war Kly auch von den Hochwassern von 1862, 1872 und 1890 betroffen. Im Jahre 1890 lebten in dem Ort 702 Menschen in 129 Häusern. Während des 20. Jahrhunderts erfuhr Kly eine starke Erweiterung, insbesondere entlang der Staatsstraße entstanden neue Wohnsiedlungen. Dadurch wuchs die Zahl der Häuser auf 379 im Jahre 200 an; zu dieser Zeit hatte das Dorf 925 Bewohner.
Die Ansiedlungen Dolní Vinice und Hoření Vinice bildeten früher den Ortsteil Kelské Vinice und sind zusammen mit Lom und Krauzovna seit dem 28. März 2001 als Ortsteile ausgewiesen.

## Gemeindegliederung
Die Gemeinde Kly besteht aus den Ortsteilen Dolní Vinice, Hoření Vinice, Krauzovna (Krausovna), Lom, Větrušice (auch Kelské Větrušice, deutsch: Wietruschitz) und Záboří (Saborsch).

## Sehenswürdigkeiten
- Štěpánovský silniční most (deutsch historisch: Stephans Überfuhr[2]), Straßenbrücke über die Elbe, südlich des Ortes
- Kirche in Záboří
- Kapelle in Kly

## Persönlichkeiten

### Söhne und Töchter der Gemeinde
- Josef Fořt (1850–1929), tschechischer Journalist, Nationalökonom und Politiker in Österreich-Ungarn